# Íshokkísamband Íslands
Der Íshokkísamband Íslands (kurz ÍHÍ; Eishockeyverband Islands) ist der nationale Eishockeyverband Islands mit Sitz in Reykjavík (neben der Sporthalle Laugardalshöllin und gegenüber dem Nationalstadion Laugardalsvöllur). Der Verband ist einer der Sportfachverbände des isländischen Sportverbandes Íþrótta- og Ólympíusamband Íslands, (ÍSÍ) und Vollmitglied der Internationalen Eishockey-Föderation (IIHF), in die er am 6. Mai 1992 aufgenommen wurde. Er ist Dachverband für über 600 Spieler, die in folgenden fünf Vereinen aktiv sind: Íshokkífélagið Björninn, Skautafélag Akureyrar, Skautafélag Reykjavíkur, Jakarnir Vestmannaeyjum und Narfi frá Hrísey. Aktueller Präsident ist Viðar Garðarsson. 
In Island wurden in den Jahren 1997, 2000 und 2003 drei Eissporthallen gebaut, davon zwei in der Hauptstadt und eine in Akureyri.

## Aufgaben
Der Verband kümmert sich überwiegend um die Durchführung der Spiele der isländischen Eishockeynationalmannschaft sowie der Frauen-Nationalmannschaft und der Junioren-Mannschaften. Zudem organisiert der Verband den Spielbetrieb auf Vereinsebene, unter anderem in der isländischen Eishockeyliga, deren Meister seit 1992 für die Männer und seit 2000 für die Frauen ermittelt werden.